# Battaglia di Sarno
("Salicer", Poemetto di Jacopo Sannazaro)
La battaglia di Sarno, conosciuta dagli storici anche con l'appellativo di la rotta di Sarno, la battaglia di Longola e la battaglia degli Orsini, si svolse il 7 luglio 1460 nell'allora selva di Longola, lungo la sponda destra del fiume Sarno, fra le truppe aragonesi del re Ferdinando I di Napoli e le truppe angioine a servizio del duca Giovanni d'Angiò. Quest'ultimo fu invitato ad intervenire dai baroni napoletani  che si erano ribellati al re Ferdinando I e alla sua politica volta a ridimensionare gradualmente il potere baronale.

## Storia
A scatenare la battaglia fu la guerra, che Ferdinando d'Aragona ingaggiò dal 1459 al 1462, per estromettere gli invasori angioini guidati dal duca Giovanni d'Angiò e sedare la rivolta dei baroni napoletani.
Nel 1460 il duca Giovanni d'Angiò venne con un poderoso esercito a recuperare lo scettro di Napoli dalle mani del re Ferdinando d'Aragona. Il duca fece sbarcare la sua armata a Castellammare e, giunto sotto il Castello di Sarno, si accampò in un sito chiamato Borgo. Il re Ferdinando se ne stava accampato nella Selva di Longola, dove c'era una delle sue cavallerizze, poco lontano dalla riva destra del fiume Foce impedendo così al nemico la raccolta delle biade e facendoli così sentire assediati.
Qui, il 7 luglio 1460, ebbe luogo una fierissima battaglia: Il duca Giovanni, avvalendosi delle sue manovre belliche, sperava di conquistare il Castello, allora punto strategico che apriva le vie interne del regno; ma ebbe difficoltà a volgersi sulla sinistra del fiume, ove si decideva la sorte della battaglia, perché dalla Torre superiore del Castello, detta dell'Orso, venivano fulminate le sue fortificazioni; ciò nonostante la fortuna volgeva a suo favore e aveva messo fuori combattimento gran parte dei soldati di re Ferdinando, il quale, sconfitto, dovette scappare con soli venti cavalli, rifugiandosi a Napoli;  inaspettatamente, da dietro al Castello, uscirono cinquecento cittadini armati, secondo una consolidata tradizione locale, senza fonti, provenienti da Cava i quali misero in scompiglio il campo angioino facendo cambiare il destino della battaglia . Il Duca Giovanni da vincitore rimase vinto, e dovette ritornare sui propri passi: nulla riguardo la presenza di armati cavesi è presente nelle fonti e negli storici locali , 
Tra le schiere del re di Napoli si distinse particolarmente il condottiero Marino Longo, della nobile famiglia Longo di Modugno, che salvò la vita del sovrano e dal quale ottenne numerosi privilegi.
Il 4 settembre 1460 re Ferdinando I, quale ricompensa per i "guasti" ricevuti e la fedeltà della città mantenuta in questi frangenti  consegnò alla città di Cava la pergamena bianca, un diploma in bianco sul quale gli abitanti avrebbero potuto annotare qualsiasi richiesta: era ovviamente un riconoscimento di gratitudine "virtuale"- sarebbe stato estremamente scortese esigere da un sovrano un risarcimento materiale - per cui la pergamena non fu mai usata e si trova tuttora intatta nel palazzo comunale di Cava de' Tirreni.
Giovanni d'Angiò fu in seguito definitivamente sconfitto il 18 agosto 1462 presso Troia in Puglia.

## Rievocazione storica
A ricordo della battaglia di Longola, dal 1971-72, a Cava de' Tirreni viene celebrata ogni anno una spettacolare manifestazione folkloristica, la "Disfida dei Trombonieri". Durante l'evento, che si tiene la prima domenica di luglio, circa 1000 figuranti in costumi d'epoca sfilano per la città sui ritmi e le musiche delle proprie contrade di appartenenza, rievocando quella pagina di storia. La disfida consiste in una gara di sparo e si svolge nello stadio comunale tra i trombonieri che rappresentano le quattro contrade aragonesi cittadine (Pasculano, Mitiliano, Sant'Adiutore e Corpo di Cava). La contrada vincente si aggiudica la Pergamena bianca, che conserverà fino all'edizione successiva.